# Showdown (Electric Light Orchestra)
Showdown is de derde single van Electric Light Orchestra (ELO). Het is afkomstig van hun langspeelplaat On the third day, maar het stond niet op alle persingen van deze elpee. In het compact disctijdperk werd het nummer wel op alle versies gezet. Om de Britten in 1973 tegemoet te komen, werd het nummer "verheven" tot titeltrack van het eerste verzamelalbum van ELO.
De B-kant werd gevormd door In old England town en dat nummer is afkomstig van ELO 2. Het maakt deze single enigszins bijzonder. ELO2 werd opgenomen met en medegeproduceerd door Roy Wood. Vlak na de opname van dat album ging Roy Wood verder in/met Wizzard. On the third day is opgenomen zonder Wood. In old England town kreeg een bijtitel Boogie no. 2. Later werd het nummer opnieuw hernoemd, naar Jeff's boogie no. 2.
Met name Showdown liet ELO horen, dat haar toekomstige muziek probeerde te vinden, een strak ritme met een klassiek tintje. John Lennon kon het nummer wel waarderen; hij vond ELO de rechtmatige opvolger van The Beatles.

## Hitnotering
De single haalde in de meeste landen gematigde noteringen in de hitlijsten. Uitschieters waren er in Noorwegen en het Verenigd Koninkrijk.

### Nederlandse Top 40
| Hitnotering: week 4 t/m 7 in 1974 | Hitnotering: week 4 t/m 7 in 1974 | Hitnotering: week 4 t/m 7 in 1974 | Hitnotering: week 4 t/m 7 in 1974 | Hitnotering: week 4 t/m 7 in 1974 | Hitnotering: week 4 t/m 7 in 1974 |
| Week:                             | 1                                 | 2                                 | 3                                 | 4                                 |                                   |
| --------------------------------- | --------------------------------- | --------------------------------- | --------------------------------- | --------------------------------- | --------------------------------- |
| Positie:                          | 36                                | 28                                | 30                                | 35                                | uit                               |

### NederlandseDaverende 30
| Hitnotering: 12-1-1974 t/m 15-2-1974 | Hitnotering: 12-1-1974 t/m 15-2-1974 | Hitnotering: 12-1-1974 t/m 15-2-1974 | Hitnotering: 12-1-1974 t/m 15-2-1974 | Hitnotering: 12-1-1974 t/m 15-2-1974 | Hitnotering: 12-1-1974 t/m 15-2-1974 | Hitnotering: 12-1-1974 t/m 15-2-1974 |
| Week:                                | 1                                    | 2                                    | 3                                    | 4                                    | 5                                    |                                      |
| ------------------------------------ | ------------------------------------ | ------------------------------------ | ------------------------------------ | ------------------------------------ | ------------------------------------ | ------------------------------------ |
| Positie:                             | 30                                   | 27                                   | 27                                   | 25                                   | 30                                   | uit                                  |

### Britse Single Top 50
| Hitnotering: 6-10-1973 t/m 14-12-1973 | Hitnotering: 6-10-1973 t/m 14-12-1973 | Hitnotering: 6-10-1973 t/m 14-12-1973 | Hitnotering: 6-10-1973 t/m 14-12-1973 | Hitnotering: 6-10-1973 t/m 14-12-1973 | Hitnotering: 6-10-1973 t/m 14-12-1973 | Hitnotering: 6-10-1973 t/m 14-12-1973 | Hitnotering: 6-10-1973 t/m 14-12-1973 | Hitnotering: 6-10-1973 t/m 14-12-1973 | Hitnotering: 6-10-1973 t/m 14-12-1973 | Hitnotering: 6-10-1973 t/m 14-12-1973 | Hitnotering: 6-10-1973 t/m 14-12-1973 |
| Week:                                 | 1                                     | 2                                     | 3                                     | 4                                     | 5                                     | 6                                     | 7                                     | 8                                     | 9                                     | 10                                    |                                       |
| ------------------------------------- | ------------------------------------- | ------------------------------------- | ------------------------------------- | ------------------------------------- | ------------------------------------- | ------------------------------------- | ------------------------------------- | ------------------------------------- | ------------------------------------- | ------------------------------------- | ------------------------------------- |
| Positie:                              | 44                                    | 29                                    | 14                                    | 16                                    | 12                                    | 12                                    | 18                                    | 23                                    | 36                                    | 45                                    | uit                                   |

### NPO Radio 2 Top 2000
| Nummer met noteringen in de NPO Radio 2 Top 2000 | '00  | '01 | '02  | '03-'04 | '05  |
| ------------------------------------------------ | ---- | --- | ---- | ------- | ---- |
| Showdown                                         | 1471 | -   | 1428 | -       | 1778 |

1. ↑  Een '-' betekent dat het nummer niet was genoteerd en een vetgedrukt getal geeft de hoogste notering aan.
2. ↑  2000 was het eerste jaar met een notering voor dit nummer.
3. ↑  Deze tabel is bijgewerkt tot en met de laatste editie (2024).